# Völsungsrímur
Völsungsrímur (eller Völsungs rímur [hins] óborna) är en isländsk rimacykel bestående av sex rimor på versmåttet ferskeytt. Ingen av rimorna har någon mansöngr. Dikten bör ha tillkommit omkring år 1350, eller något senare, och skrevs av den i övrigt okände munken Kálfr Hallsson, som även författade Katrínardrápa; en hyllning på hrynhent vers till helgonet Katarina av Alexandria.
Det är de åtta första kapitlen i Völsungasagan som rimorna satt på vers. I den första rimans femtio första strofer får man även en fyllig inledning om asarna och Oden, samt dennes utvandring från Troja i Turkiet till Skandinavien, så som historien berättas i Ynglingasagan och Snorre Sturlassons prolog till den prosaiska Eddan (kapitel 9). Att Balders hustru i detta avsnitt råkar vara Gefjon är möjligen diktarens eget påfund (I:36). Från och med strof 51 redogörs därefter för Völsungarnas historia fram till och med konung Sigmund. Behovet av den långa inledningen har att göra med ättens mytiska ursprung. Oden var far till Sige (Sigi), som var far till Rere (Rerir), som var far till Völsung hin óborni – det vill säga Völsung den icke-födde men ur moderlivet skurne – som i sin tur var far till Sigmund, Sigurd Fafnesbanes far. Rimorna bygger på en äldre version av Völsungasagan än som nu finns bevarad och har därför, för ovanlighetens skull, ett självständigt källvärde. Samtidigt är det troligt att en del uppgifter, som till exempel andra rimans berättelse om Völsungs mors härstamning, kan vara författarens egna slutsatser eller tilldiktningar.
Völsungsrímur finns i den medeltida handskriften Staðarhólsbók (AM 604 g 4°), samt i flera pappersavskrifter från 1600- och 1700-talen.